# Авъл Постумий Албин (консул 242 пр.н.е.)
Вижте пояснителната страница за други личности с името Авъл Постумий Албин.
Авъл Постумий Албин (на латински: Aulus Postumius Albinus, † пр. 218 пр.н.е.) e политик на Римската република през 3 век пр.н.е. от известния патрициански род Постумии, клон Албини.
През 242 пр.н.е. Постумий e консул заедно с Гай Лутаций Катул през първата пуническа война.
Албин трябва да остане в Рим по нареждане на понтифекс максимус, понеже е flamen martialis.
С новопострените кораби колегата му Катул се бие против картагенците с военачалник Хано и има победа в битката при Егадските острови на 10 март 241 пр.н.е. Картаген подписва мирен договор с Рим.
През 234 пр.н.е. Албин става цензор с колега Гай Атилий Булб. Тази година има безуспешни бунтове против Рим в Лигурия, Корсика и Сардиния.
Неговият син Луций Постумий Албин е консул през 234 пр.н.е.